# La cabra o ¿quién es Sylvia?
La cabra o ¿quién es Sylvia? (The Goat or Who is Sylvia?  en su título original) es una obra de teatro del dramaturgo estadounidense Edward Albee estrenada en 2002.

## Argumento
Martin en un reconocido arquitecto estadounidense, en su edad madura, que acumula prestigio y fortuna, y acaba de recibir el acreditado premio Pritzker de Arquitectura. Vive con su esposa Stevie Ryder y su hijo gay Billy. La familia aparentemente vive feliz en un clima de complicidad y tolerancia. La situación se ve alterada con la llegada de Ross, un antiguo amigo de Martin, periodista y que viene a hacerle una entrevista. En un momento dado, Martin confiesa a su amigo que está locamente enamorado de Sylvia, con la que mantiene una relación no solo puramente sexual, sino de un profundo sentimiento de amor. La sorpresa llega cuando Ross ve una foto de Sylvia, que resulta ser una cabra. El drama se desencadena cuando Ross, mediante una carta, le comunica a Stevie toda la verdad.

## Representaciones destacadas
- John Golden Theatre, Broadway, Nueva York, 10 de marzo de 2002. Estreno.[2]
  - Dirección: David Esbjornson.
  - Intérpretes: Bill Pullman (Martin), Mercedes Ruehl (Stevie), Jeffrey Carlson (Billy), Stephen Rowe (Ross).

- Almeida Theatre, Londres, 2004.[3]
  - Intérpretes: Jonathan Pryce (Martin), Kate Fahy (Stevie), Eddie Redmayne (Billy), Matthew Marsh (Ross).

- Burgtheater, Viena, 2004. (Die Ziege oder Wer ist Sylvia?).
  - Dirección: Andrea Breth.
  - Intérpretes: Peter Simonischek (Martin), Corinna Kirchhoff (Stevie).

- Festival La Versiliana, Lucca, 2004. (La capra o chi è Sylvia?)[4]
  - Dirección: Enrico Maria Lamanna.
  - Intérpretes: Claudio Bigagli (Martin), Catherine Spaak (Stevie), Francesco Vitello (Billy), Pier Luigi Misasi (Ross).

- Théâtre de la Madeleine, París, 2005. (La Chèvre ou qui est Sylvia?)[5]
  - Dirección: Frédéric Bélier-Garcia.
  - Intérpretes: André Dussollier, Nicole Garcia, Xavier Boiffier, Daniel Martin.

- Teatro Romea, Barcelona, 2005. (La cabra o qui és Sylvia?)[6]
  - Dirección: José María Pou.
  - Intérpretes: José María Pou (Martin), Marta Angelat (Stevie), Pau Roca (Billy), Blai Llopis (Ross).

- Teatro Bellas Artes, Madrid, 2007.[7]
  - Dirección: José María Pou,
  - Intérpretes: José María Pou (Martin), Amparo Pamplona (Stevie), Juanma Lara y Álex García.

- Teatro Tabaris, Buenos Aires, 2012.
  - Dirección: Julio Chávez.
  - Intérpretes: Julio Chávez, Viviana Saccone, Santiago García Rosa, Vando Villamil.

- Theatre Royal Haymarket, Londres, 2017.
  - Dirección: Ian Rickson.
  - Intérpretes: Damian Lewis (Martin), Sophie Okonedo (Stevie), Jason Hughes (Ross), Archie Madekwe (Billy).

- Teatro Rafael Solana, México, 2019.
  - Dirección: Bruno Bichir.
  - Intérpretes: Odiseo Bichir (Martin), Yolanda Ventura (Stevie), Víctor Weinstosck (Ross), Michele Abascal (Billy).